# 시오카리역
시오카리역(일본어: 塩狩駅)은 일본 홋카이도 가미카와 군 왓사무정에 있는 홋카이도 여객철도 소야 본선의 역이다. 역 번호는 W37이며, 상대식 승강장 1면 1선 구조를 지닌 지상역이다.

## 역 주변
- 국도 제40호선

## 역사
- 1916년 9월 5일 : 시오카리 신호소(일본어: 塩狩信号所)로서 설치.
- 1922년 4월 1일 : 시오카리 신호장(일본어: 塩狩信号場)으로 개칭.
- 1924년 11월 25일 : 시오카리역으로 승격과 동시에 개칭.
- 1987년 4월 1일 : 민영화에 따라, 홋카이도 여객철도로 이관.

## 인접 정차역
| 홋카이도 여객철도 소야 본선 | 홋카이도 여객철도 소야 본선 | 홋카이도 여객철도 소야 본선 |
| --------------------------- | --------------------------- | --------------------------- |
| 란루 아사히카와 방면        | ■ 소야 본선                 | 왓사무 왓카나이 방면        |